# سان دوناتو دی لچه
سان دوناتو دی لچه (به ایتالیایی: San Donato di Lecce) یک کومونه در ایتالیا است که در استان لچه واقع شده‌است. سان دوناتو دی لچه ۲۱ کیلومتر مربع مساحت و ۵٬۸۶۳ نفر جمعیت دارد و ۷۰ متر بالاتر از سطح دریا واقع شده‌است.